# Cochise County
Cochise County [koʊˈtʃiːs ˈkaʊnti], benannt nach Häuptling Cochise, ist ein County im Bundesstaat Arizona der Vereinigten Staaten. Der Sitz der Countyverwaltung (County Seat) ist in Bisbee.

## Geographie

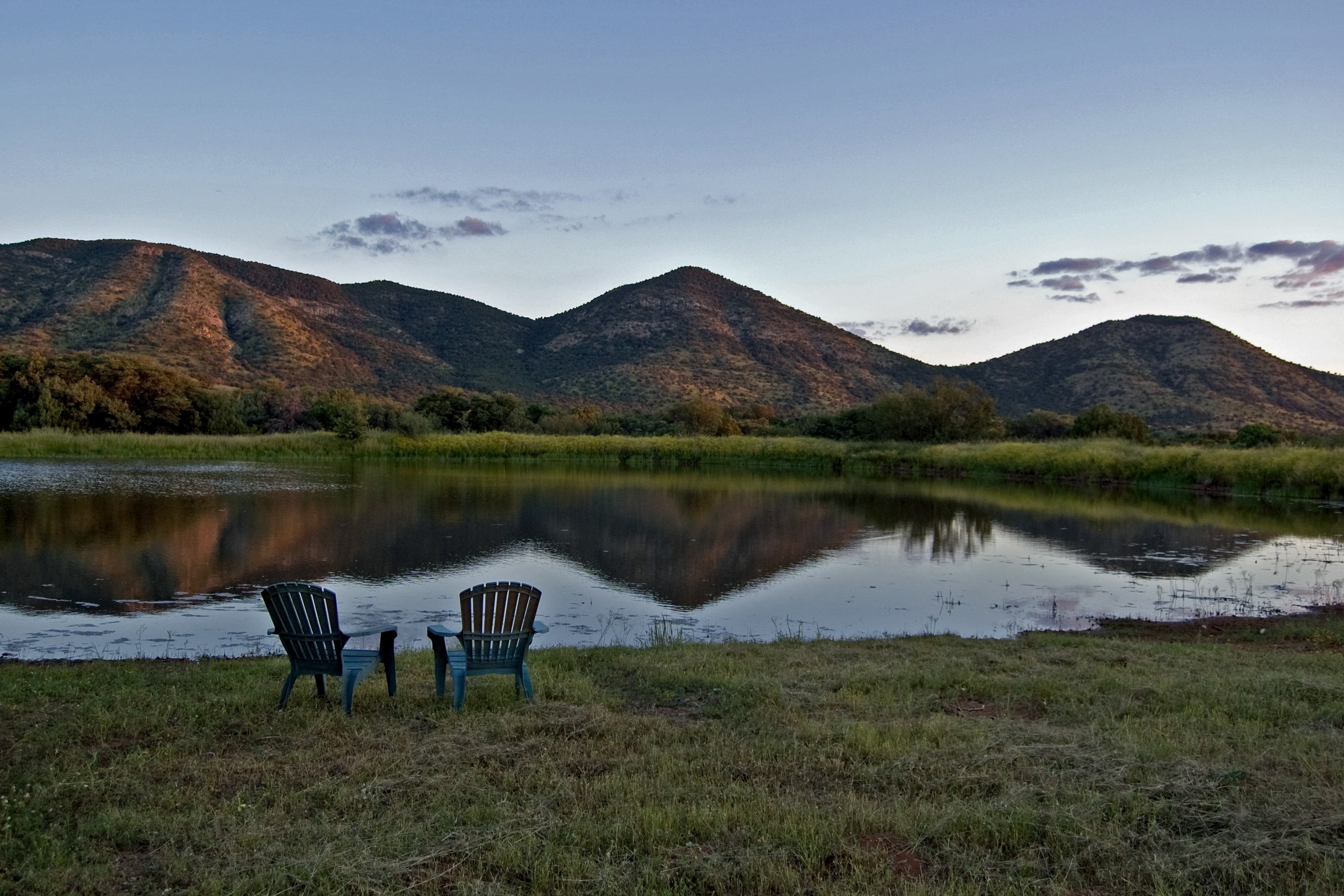
Die Chiricahua Mountains

### Lage
Das County liegt im äußersten Südosten von Arizona. 
Es grenzt im Osten an New Mexico und im Süden an Mexiko.
Das County wird vom Office of Management and Budget zu statistischen Zwecken als Sierra Vista–Douglas, AZ Metropolitan Statistical Area geführt.

### Orte im Cochise County
Im Cochise County liegen sieben Gemeinden, davon sechs Cities und eine Town. Zu Statistikzwecken führt das U.S. Census Bureau 14 Census-designated places, die dem County unterstellt sind und keine Selbstverwaltung besitzen. Diese sind wie die Unincorporated Communities gemeindefreies Gebiet.
Cities
| - Benson - Bisbee - Douglas | - Sierra Vista - Tombstone - Willcox |

Towns
| - Huachuca City |

Census-designated places
| - Bowie - Dragoon - Elfrida - McNeal | - Mescal - Miracle Valley - Naco - Palominas | - Pirtleville - Sierra Vista Southeast - St. David - San Simon | - Sunizona - Whetstone |

andere Unincorporated Communities
| - Ash Creek - Amber - Babocomari - Cascabel - Charleston | - Cochise - Contention City - Courtland - Dos Cabezas - Double Adobe | - El Dorado - Fairbank - Gleeson - Hereford - Hilltop | - Kansas Settlement - Nicksville - Paul Spur - Pearce - Pomerene | - Portal - Paradise - Rucker - Stewart District - Sunnyside | - Sunsites - Tintown - Tres Alamos |

### Schutzgebiete
| - Chiricahua National Monument - Coronado National Forest - Coronado National Memorial - Fort Bowie National Historic Site | - Kartchner Caverns State Park - San Bernardino National Wildlife Refuge - San Pedro Riparian National Conservation Area - Tombstone Courthouse State Historic Park |

## Geschichte

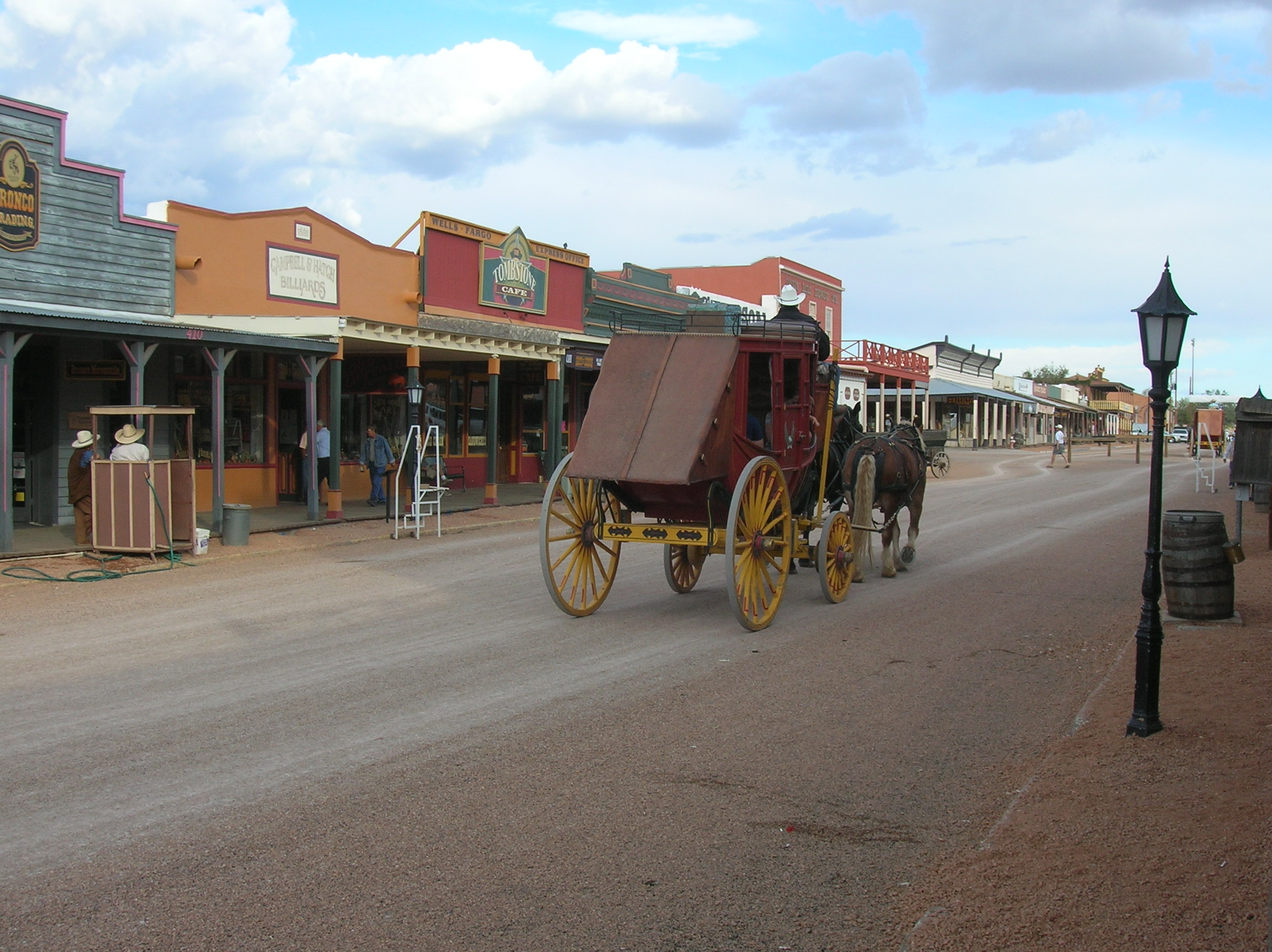
Der Tombstone Historic District ist seit Juli 1961 als National Historic Landmark anerkannt.

Der Name des am 1. Februar 1881 gebildeten Countys geht auf Cochise, einen der bekanntesten Anführer der Chiricahua-Apachen während der Indianerkriege des 19. Jahrhunderts, zurück, der ab 1871 in einem Indianerreservat in der Gegend lebte und hier 1874 starb.
86 Bauwerke, Stätten und historische Bezirke (Historic Districts) des Countys sind im National Register of Historic Places („Nationales Verzeichnis historischer Orte“; NRHP) eingetragen (Stand 3. Februar 2022), darunter haben das Fort Huachuca, der Tombstone Historic District, das Phelps Dodge General Office Building und fünf weitere Objekte den Status von National Historic Landmarks („Nationales historisches Wahrzeichen“).

## Demografische Daten
Nach der Volkszählung im Jahr 2000 lebten im Cochise County 117.755 Menschen. Es gab 43.893 Haushalte und 30.768 Familien. 
Ethnisch betrachtet setzte sich die Bevölkerung zusammen aus 76,66 % Weißen, 4,52 % Afroamerikanern, 1,15 % amerikanischen Ureinwohnern, 1,65 % Asiaten, 0,26 % Bewohnern aus dem pazifischen Inselraum und 12,05 % aus anderen ethnischen Gruppen; 3,72 % stammten von zwei oder mehr ethnischen Gruppen ab. 30,69 % Prozent der Bevölkerung waren spanischer oder lateinamerikanischer Abstammung.
Von den 43.893 Haushalten hatten 32,00 % Prozent Kinder und Jugendliche unter 18 Jahre, die bei ihnen lebten. 55,10 % Prozent waren verheiratete, zusammenlebende Paare, 11,10 % Prozent waren allein erziehende Mütter, 29,90 % Prozent waren keine Familien. 25,30 % waren Singlehaushalte und in 10,10 %lebten Menschen im Alter von 65 Jahren oder darüber. Die Durchschnittshaushaltsgröße betrug 2,55 und die durchschnittliche Familiengröße lag bei 3,07 Personen.
Auf das gesamte County bezogen setzte sich die Bevölkerung zusammen aus 26,30 % Einwohnern unter 18 Jahren, 9,30 % zwischen 18 und 24 Jahren, 26,00 % zwischen 25 und 44 Jahren, 23,70 % zwischen 45 und 64 Jahren und 14,70 % waren 65 Jahre alt oder darüber. Das Durchschnittsalter betrug 37 Jahre. Auf 100 weibliche Personen kamen 101,60 männliche Personen, auf 100 Frauen im Alter ab 18 Jahren kamen statistisch 101,20 Männer.
Das jährliche Durchschnittseinkommen eines Haushalts betrug 32.105 USD. Das Durchschnittseinkommen der Familien betrug 38.005 USD. Männer hatten ein Durchschnittseinkommen von 30.533 USD, Frauen 22.252 USD. Das Prokopfeinkommen betrug 15.988 USD. 17,70 % der Bevölkerung und 13,50 % der Familien lebten unterhalb der Armutsgrenze. 25,80 % davon sind unter 18 Jahre und 10,40 % sind 65 Jahre oder älter.